# Concerto per pianoforte e orchestra n. 22 (Mozart)
Il concerto per pianoforte e orchestra n. 22 in Mi bemolle maggiore K 482 fu composto da Wolfgang Amadeus Mozart a Vienna sul finire del 1785 destinato a un organico di tutto rilievo.

## Storia
Mozart scrisse il Concerto in Mi bemolle maggiore a Vienna nell'inverno del 1785 mentre stava realizzando Le nozze di Figaro; subito dopo si dedicò anche ad altri due importanti concerti, in La maggiore K 488 e in Do minore K 491, confermando come egli stesse vivendo un periodo di serenità, estremamente fecondo per la sua attività di compositore. Il concerto fu scritto per una delle consuete serate musicali delle Accademie Viennesi che coinvolgevano il musicista sia come autore sia come interprete. Per questi concerti "a sottoscrizione" Mozart compose ben quattordici lavori tra cui questo concerto in Mi bemolle maggiore; dopo la rottura con l'arcivescovo Colloredo e privato di uno stipendio fisso, la partecipazione a queste Accademie, e il successo che ne derivò, permise al compositore di contare su un discreto introito economico. Il concerto, terminato il 16 dicembre, vide la sua prima esecuzione al Burgtheater di Vienna il 23 dicembre con l'autore in veste di pianista. Il successo da parte del pubblico fu notevole, tanto che fu richiesto il bis del secondo movimento, Andante.

## Struttura e analisi
1. Allegro (Mi bemolle maggiore)
2. Andante (Do minore)
3. Rondò. Allegro (Mi bemolle maggiore)

Scrivendo i concerti essenzialmente per sé stesso Mozart evitava il problema di dover realizzare una parte per pianoforte adatta ad altri esecutori con caratteristiche e capacità diverse, come era avvenuto in precedenza; non avendo vincoli o restrizioni, la parte pianistica costituiva per il compositore il perfetto riflesso delle proprie idee musicali e formali. Innovazione importante presente in questo concerto, e riproposta nei successivi, è l'introduzione dei clarinetti in sostituzione degli oboi, novità che rende il colore timbrico orchestrale più intenso e crea nuove possibilità di dialogo nella sezione dei fiati. Questa innovazione sarà di grande rilievo nella produzione del musicista degli ultimi anni sia in campo sinfonico sia concertistico.
Il primo tempo, Allegro, presenta numerose idee tematiche; una prima melodia viene presentata prima dalla sezione dei legni e subito dopo dai violini; segue un secondo motivo proposto in successione da diversi gruppi strumentali e ancora un terzo, molto cantabile, esposto dal flauto, corni e violini. La coloritura brillante riporta a concerti precedenti, soprattutto a opere più giovanili quali il Concerto per due pianoforti K 365. Il pianoforte entra con un nuovo tema, elegante e ricco di abbellimenti. La liricità della parte pianistica è solo a tratti inframmezzata dall'intevento dell'orchestra e lascia ampi spazi all'individualità dell'esecutore; Mozart era infatti solito esibirsi in straordinarie improvvisazioni nel corso dell'esecuzione dei suoi concerti. Lo sviluppo ripresenta in modalità minore le battute terminali della parte espositiva ed è arricchito da momenti virtuosistici dell'intervento pianistico. La ripresa riprende l'esposizione con un'accentuazione della parte solistica che arricchisce e sviluppa i temi precedenti.
Il secondo movimento, Andante, si può annoverare fra le pagine più sorprendenti scritte da Mozart per la grande espressività che contempla una gamma di sentimenti intensi, dallo sconforto, allo smarrimento, alla dolcezza, per giungere a un'accorata rassegnazione, momenti di liricità intensa accentuati dalla tonalità di Do minore. La pagina si propone come tema con variazioni che dà luogo a un intimo colloquio tra il pianoforte e i singoli strumenti. Il tema principale, di trentadue battute, è esposto quasi come un doloroso recitativo; l'atmosfera accorata è affidata agli archi, particolarmente ai primi violini che accentuano la sensazione di tristezza. Il pianoforte entra da protagonista con la prima variazione che addolcisce la drammaticità della pagina con una liricità quasi romantica. La tonalità maggiore ritorna con la seconda variazione introdotta dai legni che vengono però quasi subito interrotti dal solista; il pianoforte porta quindi nella terza variazione un ritorno al tema dolente e sognante iniziale accompagnato dagli archi. La chiara tonalità di Do maggiore conduce nella quarta variazione a un sereno colloquio fra flauto e fagotto. Il dialogo fra pianoforte e orchestra ritorna quindi nell'ultima variazione ancora in modalità minore; il discorso musicale diventa intenso e fortemente espressivo con accenti pre-beethoveniani. Nella coda finale gli archi ripropongono il motivo sospirante arricchito da un nuovo tema malinconico affidato al solista e ai legni.
Nel movimento conclusivo, Allegro, ritorna la tonalità d'impianto e si presenta una costruzione in forma di rondò-sonata; il tempo di 6/8 apporta alla partitura una notevole leggerezza e le idee tematiche vengono di volta in volta ripetute dagli strumenti dei legni. Il successivo dialogo fra clarinetti e fagotti con il pianoforte è un momento di straordinaria levità esecutiva interrotta solo dal pieno orchestrale. Dopo il primo motivo in cui il solista ha modo di esprimersi in rapidi ed efficaci passaggi, troviamo un andantino cantabile che interrompe le veloci e brillanti evoluzioni dello strumento solista presenti sia all'inizio sia nella ripresa del tema iniziale. Nella partitura autografa Mozart ha lasciato solo "indicazioni" marginali all'esecutore poiché all'epoca si dava spazio all'improvvisazione del pianista. Oggi sono molto pochi gli interpreti capaci di completare il concerto con improvvisazioni in stile mozartiano, altri si affidano a proposte esecutive consolidate.

## Organico
Pianoforte, flauto, due clarinetti, due fagotti, due corni, due trombe, timpani, archi: violini primi e secondi, viole, violoncelli, contrabbassi